# パト犬
『パト犬』（パトけん、PAT-KEN）は、片倉・狼組・政憲による日本のヒーロー漫画作品。『ジャンプスクエア』（集英社）にて2007年12月号（創刊号）から2008年11月号まで連載された。決して動物漫画ではない。単行本は全3巻。ちなみに、『ジャンプスクエア』が創刊するまではタイトルが未発表だった。

## ストーリー
近未来、東京は犯罪都市と化していた。その元凶、テロ支援を目的とした犯罪会社「ダークサイドアームズ（以下DA）」に対抗すべく、政府はアーマードスーツを開発。「アーマードガーディアンズ（以下AG）」として活躍している。
そしてそのAGの養成機関であるPATS（パトロールアーマードトルーパースクール）が開校することになった。ヒーローに憧れるハヤブサはPATSに所属し、AGの卵・パト犬として活躍する。

## 登場人物

### 主要人物
ハヤブサ
本作の主人公。熱血漢な15歳の少年。名字は「椿（つばき）」。一人称は「俺」。過去に初代アーマードウルフマン「フェンリル」に命を張って助けられた過去を持ち、それ以来ヒーローの夢を抱くようになる。常に赤マフラーを身につけ、ヒーローのバイクの代わりの自転車を操り、ヒーローショーにバイトで出演するなど、特撮系ヒーローに憧れている様子。そのため、自身を逆恨みしている絶弐からは「正義バカ」と呼ばれている。
ダークサイドアームズとの対戦で出会った大阪弁のウルフマン・剛打に口利きをしてもらい、狼になる前に犬ということで（期待外れではあったものの）PATSに入学し、AGの卵・アーマードドッグマン（通称“パト犬”）になる。そこからアーマードウルフマンを目指す。自身の育ての親同然だった白坂夫妻が、DAの社員であったことにショックを受け、剛打との会話により、自分の正義を再確認した。
ハヤブサのパト犬
シベリアンハスキーのようなデザインのアーマードスーツ。装甲にはハヤブサのトレードマークの赤マフラーが付いている。半自立支援AIで、装着せずとも自ら歩くほか、搭乗者の簡単な命令なら聞く。装甲時のハヤブサの一人称が「おいら」になる。
鳳 絶弐（おおとり ぜっつ）
元は、防弾学ランを着込みDAに立ち向かうダークヒーロー。一人称は「俺」。力がすべてと信じ、DAを潰す為には手段を選ばない。その為、傷害及び器物損壊罪で指名手配中だった。DA狩りの途中でハヤブサと出会ったことで逮捕されるが、DAに対する敵意が買われ、PATSに入学して社会正義に奉仕をすることで今までの罪を帳消しにする司法取引を結んだ。そういった経緯がある為、基本的にハヤブサとはかなり仲が悪く、ハヤブサからは「力バカ」と呼ばれている。
実は、父親はDAの会長で、兄もDAの人間であり、DA幹部の家系出身であることが判明。DAへの怨みと暴力的な性質は、彼の荒んだ家族関係にある様子。
絶弐のパト犬
ボクサー犬（もしくはドーベルマン）のようなデザインのアーマードスーツで、首元の錠で半強制的に絶弐を閉じ込めている。絶弐本人の言葉遣いが余りに悪すぎるため言語強制変換機能の幅も大きく、語尾に「～お」が付く。ただし、一人称までは変換されていない。また、これを着用しないとPATSの寮の部屋から出られないようになっている。
華香 苺（はなか いちご）
背中に絵を描く芸術家の家系出身で、「国民的絶対アイドル」を目指す15歳の少女。関西弁で喋る。一人称は「ウチ」。かなりの美脚の持ち主で、アイドルらしい美少女。大金持ちになって優雅な老後を過ごす夢を持つ。爆破テロでアーマードガーディアンズに助けられたことがきっかけで、PATSに入学した。美瑠紅曰く「変態バカ（エロテロリスト）」。豪人のことが好き。
実は第1話から登場している。パト犬の中でお漏らしした事は秘密である。
苺のパト犬
白いチワワのようなデザインのアーマードスーツ。
花梨（かりん）
「死のサンタ（デスサンタクロース）」の異名を持つ黒髪の美少女。一人称は「私」。元少年兵で自殺願望を持っている為、舌を噛みちぎらないよう拘束マスクを着用していたが、ハヤブサが外した事もあって自殺するのを諦め、PATSに入学する道を選んだ。
過去に傭兵から拷問を受けたことがあり、それ以来不眠症に陥っていたが、ハヤブサによって克服した。腹部に十字型の傷がある（詳細は前述）。
花梨のパト犬
通常時は苺のものとは対照的に、黒いチワワのようなデザインのアーマードスーツ。額に十字傷のような模様がある。
任務時は、指揮官用の大型アーマードスーツ「コマ犬」を着用し、戦術等のサポートをする。
大門 豪人（ダイモン ゴート）
PATS生徒の一人。一人称は「私」。幼少の頃から自主的に戦闘訓練を行っていたためか、軍事情報や銃器に詳しい。クールな雰囲気を持つが、中年の男性で不細工な容姿をしている。苺のことが好きなのだが、過去に失恋したことによるトラウマからその思いを告白できない。
豪人のパト犬
ブルドッグのようなデザインのアーマードスーツ。

### AG（アーマードガーディアンズ）
フェンリル
ハヤブサを命を捨てて助けた初代のアーマードウルフマンで、ハヤブサがヒーローを夢を抱くきっかけを作った人物。
剛打 銃（ごうだ がん）
ハヤブサがDAに立ち向かっていった際に出会った関西弁のAG・狼型迎撃戦闘装甲騎士（AG-WIAT）アーマードウルフマン。狼型のメカと合体し、クライムビルを破壊した。ハヤブサをガーディアンズに入れる様口利きした人物。
同作者の作品『GO DA GUN』の主人公である剛打 銃（ごうだ がん）と同一人物かは不明。更に付け加えるならば、『GO DA GUN』では狼組・狼獣高など、「狼」に関連する語も多く出てきている為、ここがウルフ＝狼という点でも共通している。
霞 亜理紗（かすみ ありさ）
AG広報課主任。ハヤブサが本当にパト犬となるにふさわしいか疑問を抱いていたが、最終的にはハヤブサの正義力を認め、PATS1期生への入学を許可する。大和の実の娘でもある。
霞 大和（かすみ やまと）
AGの非公式殺戮部隊FATのリーダーで、PATSの新任教師。叩き上げの熟練軍人で、「糞～」を口癖とし、生徒の事を「糞生徒」と呼ぶかつおっかないキャラ。かなりの粗暴さを見せるが、人情を重んじる面も持ち合わせている。亜理紗の実の父親である。自ら突きつけた銃にも怯えないハヤブサの正義に気付き、「正義ダルマ」というコードネームを与える。他にも、絶弐にも「セクシーコマンド」「キューティーレンジャー」というコードネームを与えており、個性的である。
大和のパト犬
シーサー（もしくは狛犬）のようなデザインのアーマードスーツ。生徒とは違い、軍事用でパワーは段違いで右腕をガトリング砲に換装できたりできる。

#### PATS（パトロールアーマードトルーパースクール）
校長
PATSの校長で、普段からウサギ型のパト犬（?）に乗り込んでる模様。口調から女性と思われる。
誠也（せいや）
PATSに入学したハヤブサ達の同期。ゴリアテに撃たれたパートナーを助けようとしたが、ゴリアテに捕まりガトリングで撃たれ即死。戦死扱いの模様。
大空（おおぞら）
誠也のパートナー。ゴリアテに撃たれたが、全治数週間の軽傷で現在入院中。
雪野 美瑠紅（ゆきの みるく）
苺のルームメイト。苺の変態ぶりに呆れている。

### DA（ダークサイドアームズ）
世界の犯罪情勢を一変させた世界的規模の巨大犯罪組織。その目的は世界大戦を巻き起こすことにあるという。主に世界中のテロリストや犯罪組織に武器の密輸など。世界中に支部がある模様。
会長
DAの会長で、絶斗・絶弐の父親である。詳しい素性は不明。
鳳 絶斗（おおとり ぜっと）
DAの幹部にして、絶弐の兄。自らもゴリアテに乗り込み戦闘をする。
同作者の作品『GO DA GUN』に、旗野 絶斗（はたの ぜっと）という容姿と名前が似たキャラが登場する。
社長（仮称）
日本支部神保町支店に潜伏している。変形ビルロボット・クライムビルにある脱出ポッドで海外脱出を図るが、最後はウルフマンによって、生死不明になる。
豊田（とみた）
日本支部神保町支店に潜伏している社長秘書。クライムビルにある脱出ポッドで海外脱出を図るが、最後はウルフマンによって、脱出ポッドの外に投げ出された。
金田（かねだ）
日本支部神保町支店に勤務する専務。
クライムビル
DAの支社ビル。普段はビルだが巨大なロボにも変形する。各地に存在するようだが、すでにザコメカ扱いである。頭部が脱出ポッドになっている。
ゴリアテ
DAが対インターセプター用に開発した最新鋭の戦闘機兵。戦車並みの火力に装甲を持つ恐竜ようなデザインのメカ。走行形態に変形もする。口にガトリング砲があり、パト犬の装甲も容易に撃ち抜く威力がある。尻尾の先には大砲並みの武装も有り。

### その他
白坂夫妻
かつては普通の貿易会社の社員だったが、のちにDAの系列の会社に買収された時点で輝が生まれたばかりだったためそのままDAに従うしかなかった。一斉捜査の時に逮捕される。
白坂輝（しらさか あきら）
白坂夫妻の子。両親がDAに働いていることには気づいていない。
ウララ
苺の出場した純情美少女「僕の妹」コンテストで、水着審査にてポロリ作戦で見事に優勝。かなりの巨乳である。

## 「パト犬」とは
正式名称は、「ドッグマン・パトロールアーマードトルーパー（D-PAT）」。ウルフマンとは違い警備を主任務とした装甲警士である。PATSでの成績次第ではウルフマンへの道も開かれるが、それまでは交通安全指導などを担当する「犬のおまわりさん」。基本的にはウルフマンのようにDAに対抗できる能力はない。
武装
銃などの武器は内蔵されていないが、強力な催涙ガスを尻から噴射できる。
防護力
ハイブリッド装甲でできたボディに丸みを帯びたデザインで被弾径始を考慮した傾斜装甲で関節部の装甲は薄い。多少の防弾性はある。重火器に対する防護性は皆無
機動性
腹部と臀部にインホイールモーター内蔵のタイヤが収納されている。高速走行時の最高速度は60km
機能
*言語変換機能
愛玩性を考慮し、乱暴な言葉遣いや放送禁止コードは強制変換される。
*オプション
背中にジェットパックやパラシュートを装備することができる。

## 用語解説
狼型迎撃戦闘装甲騎士（AG-WIAT）アーマードウルフマン
アーマードガーディアンズの高性能アーマードトルーパー、迎撃機（インターセプター）と呼ばれてる。掌にはジャベリンと呼ばれるエネルギー武器を内蔵。生産コストはパト犬100匹を上回る

## 単行本
- 第1巻：2008年6月4日発売 ISBN 978-4088745114
- 第2巻：2008年8月4日発売 ISBN 978-4088745725
- 第3巻：2009年1月5日発売 ISBN 978-4088746241